# Pograniczne
Pograniczne – (lit. Parubežinė) – wieś na Litwie, w okręgu uciańskim, w rejonie ignalińskim, starostwie Daugieliszki Nowe.

## Historia
W czasach zaborów ówczesny zaścianek leżał w granicach Imperium Rosyjskiego.
W dwudziestoleciu międzywojennym wieś leżała w Polsce, w województwie nowogródzkim (od 1926 w województwie wileńskim), w powiecie brasławskim, w gminie Widze.
Według Powszechnego Spisu Ludności z 1921 roku zamieszkiwało tu 28 osób, 27 było wyznania rzymskokatolickiego, a 1 prawosławnego. Jednocześnie 27 mieszkańców  zadeklarowało polską przynależność narodową, a 1 inną. Było tu 5 budynków mieszkalnych. W 1931 w 6 domach zamieszkiwały 34 osoby.
Miejscowość należała do parafii rzymskokatolickiej i prawosławnej w Widzach. Podlegała pod Sąd Grodzki w m. Turmont i Okręgowy w Wilnie; właściwy urząd pocztowy mieścił się w m. Widze.